# Lorraine 12 D
Il Lorraine 12 D, indicato anche come Lorraine-Dietrich 12 D, fu un motore aeronautico 12 cilindri a V di 60° raffreddato ad acqua, prodotto dall'azienda francese Lorraine-Dietrich tra la fine degli anni dieci e l'inizio degli anni venti del XX secolo.
Sviluppato per equipaggiare velivoli militari pesanti nella fase finale della prima guerra mondiale, ricoprì un ruolo importante nello sviluppo dell'aviazione commerciale del primo dopoguerra venendo costruito, oltre che in Francia, su licenza dall'italiana Isotta Fraschini.

## Storia del progetto
Lo sviluppo dell'aviazione nei primi anni del XX secolo venne pesantemente influenzata dalle esigenze belliche su entrambi i fronti della prima guerra mondiale. Oltre al perfezionamento della tecnica nella realizzazione delle cellule dei nuovi velivoli le aziende meccaniche furono esortate a realizzare motori aeronautici sempre più potenti per poter equilibrare il livello tecnico dei modelli nemici.
In quest'ambito, nel 1916 l'ingegnere francese Marius Barbarou, responsabile dello sviluppo motoristico dell'azienda, decise di realizzare un nuovo progetto sfruttando le caratteristiche e l'esperienza acquisita sui precedenti Lorraine-Dietrich 8 ad 8 cilindri a V. La possibilità di riutilizzare numerose parti meccaniche del precedente modello avrebbe determinato un più veloce avvio alla produzione in serie, requisito essenziale nelle fasi del conflitto.
La nuova unità era realizzata allungando il basamento ed affiancando altri 4 cilindri, due per bancata, mantenendo l'architettura a V di 60° e l'alesaggio pari a 120 mm.
La prima versione, che assunse la designazione 12 D, venne omologata nel gennaio 1917 ed era in grado di esprimere già una potenza pari a 350 CV (257,5 kW). La produzione in serie venne avviata negli stabilimenti di Argenteuil su pressioni della Marine nationale che intendeva utilizzare la nuova unità sui propri idrovolanti. Furono realizzati così i primi 50 esemplari ma nel frattempo il 12 D fu subito oggetto di sviluppi che riuscirono ad elevare la potenza a 400 CV (294 kW) già l'anno successivo, nel 1918, creando la nuova versione D 12a che diventò il motore più potente fino ad allora realizzato in Francia; questa fu prodotta in 400 esemplari complessivi.
Le vicende belliche, favorevoli alle potenze della Triplice intesa, misero fine al conflitto e la necessità di avere a disposizione nuovi motori venne a mancare così che la produzione dovette necessariamente rivolgersi al nascente mercato dell'aviazione civile.
Gli esemplari danneggiati e alla fine della loro vita operativa vennero ricondizionati riutilizzando le parti delle unità non più recuperabili. Il successo commerciale in campo civile giustificò un ulteriore sviluppo del motore introducendo, nel 1921, il 12 Db che verrà realizzato in 850 esemplari.
Nel 1924 l'azienda italiana Isotta Fraschini acquistò i diritti per la costruzione su licenza della sua ultima versione, la 12 Db, che venne commercializzata anche con il proprio nome aziendale. Gli Isotta Fraschini 12 Db vennero utilizzati per motorizzare alcuni modelli di produzione italiana dell'epoca.
L'ultimo sviluppo venne introdotto nel 1925 con il 12 Dc.

## Versioni
12 D
prima versione di serie accreditata di 370 CV.
12 Da
citato anche come 12 DA, primo sviluppo, accreditato di 400 CV.
12 Db
citato anche come 12 DB, sviluppo del precedente 12 Da accreditato di 400 CV, realizzato anche su licenza in Italia dall'Isotta Fraschini.
12 Dc

## Velivoli utilizzatori

### 12 D
Francia
- Hallbronn HT2
- Latécoère 5
- Latécoère 16

### 12 Da
Francia
- CAMS 37 (prototipo)
- Latham 43
- Lioré et Olivier H-10
- SEAIV
- Potez 7
- Potez 9
- Potez 12
- Farman F.120
- Percheron 18

### 12 Db
Francia
- Besson MB-26
- Latham E5
- Lioré et Olivier LeO-12
- Levasseur PL3
- Potez 11
- Potez 15
- Potez 17
- Potez 23
- Potez 27
- Farman F.60 Goliath
- Farman F.62
- Farman F.63 bis
- Farman F.122
- Farman F.140 Super Goliath
- Farman F.150 bis

 Italia
- Breda A.7 L.D.
- Breda A.8
- CANT 6ter
- CANT 10ter
- Caproni Ca.71
- Caproni Ca.73bis[3]
- Macchi M.7[3]
- Macchi M.24bis[3]
- Savoia-Marchetti S.59

 Giappone
- Yokosuka E1Y

### 12 Dc
Francia
- Bernard 10T
- Farman F.72
- Lioré et Olivier H-10

### Pubblicazioni
- (FR) Gérard Hartmann, Les moteurs d'aviation Lorraine (PDF), 15 settembre 2003. URL consultato il 21 marzo 2015.